# عسبة (الحيمة الخارجية)

تعديل مصدري - تعديل

عسبة هي إحدى قرى عزلة بني سليمان بمديرية الحيمة الخارجية التابعة لمحافظة صنعاء، بلغ تعداد سكانها 466 نسمة حسب تعداد اليمن لعام 2004.